# Pityeja pura
Pityeja pura là một loài bướm đêm trong họ Geometridae.